# Lüssow (Ostvorpommern)
Lüssow (Ostvorpommern) este o comună din landul Mecklenburg-Pomerania Inferioară, Germania.